# ストライクゾーン
野球のストライクゾーン（英: strike zone）について説明する。

## 定義

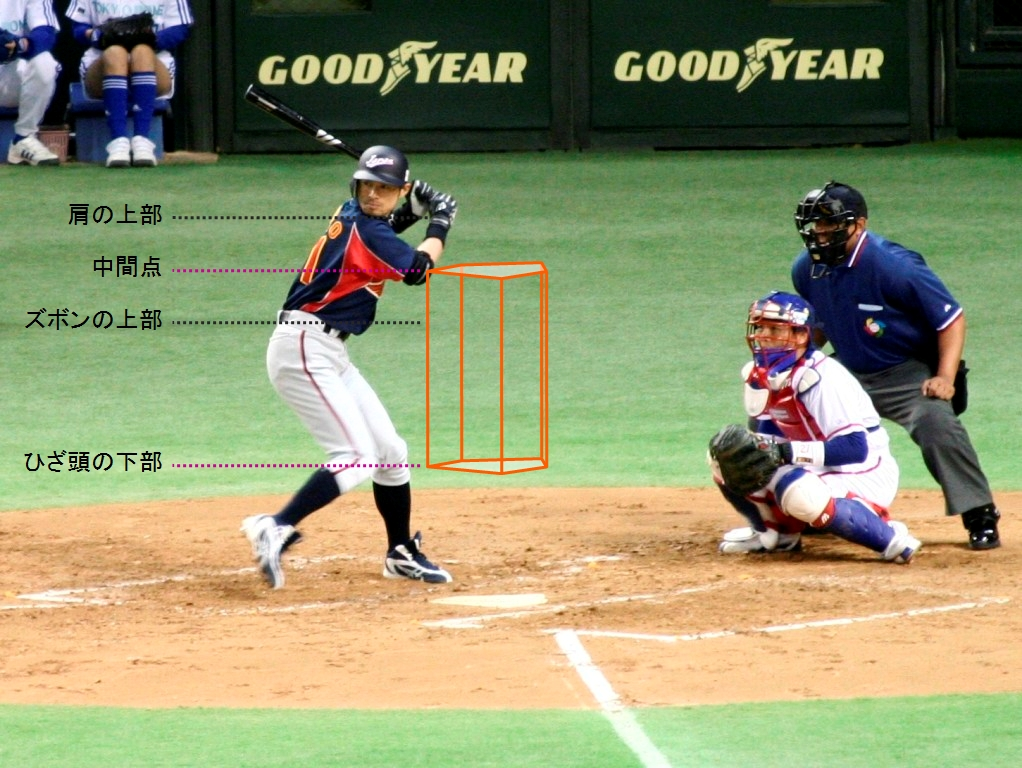
ストライクゾーンの説明。打者はイチロー。

野球の発祥地で野球の本場であるアメリカのMLBのルールブックでは次のように定めている。
The STRIKE ZONE is that area over home plate the upper limit of which is a horizontal line at the midpoint between the top of the shoulders and the top of the uniform pants, and the lower level is a line at the hollow beneath the kneecap. The Strike Zone shall be determined from the batter’s stance as the batter is prepared to swing at a pitched ball.（OFFICIAL BASEBALL RULES, 2019 Edition）
日本の公認野球規則は（基本的にMLBのルールと合致するように、それをほぼそのまま翻訳する形で制定されており）ストライクゾーンを次のように定めている。
「ストライクゾーンは、打者の肩の上部とユニフォームのズボンの上部との中間点に引いた水平のラインを上限とし、ひざ頭の下部のラインを下限とする本塁上の空間をいう。このストライクゾーンは打者が投球を打つための姿勢で決定されるべきである。」（公認野球規則）
ストライクゾーンと呼ばれるこの空間は、本塁の形を底面とした五角柱であると考えればよい。ただし上のルールを読んでも分かるように、この空間の上限や下限は打者の体格や「打つための姿勢」に応じて定まり、つまり打者ごとにストライクゾーンの大きさは異なる。
球審は、投球がこの空間を「通過」し（球の一部分でもストライクゾーンをかすめれば「通過」とみなす）なおかつ打者が打たなかった場合はストライクを、通過していないと判定した場合はボールを宣告する。
ストライクゾーンの上部、およびストライクゾーンより上方を「高め」と呼び、ストライクゾーンの下部、およびストライクゾーンより下方を「低め」と呼ぶ。また、ストライクゾーンの打者に近い部分（投手から見て、右打者の場合右側、左打者の場合左側）、およびストライクゾーンより打者に近い方を「内角（インコース）」と呼び、ストライクゾーンの打者から遠い部分（投手から見て、右打者の場合左側、左打者の場合右側）、およびストライクゾーンより打者から遠い方を「外角（アウトコース）」と呼ぶ。
- 日本のアマチュア野球では、アマチュア野球内規により、低めに関してはボール全てがストライクゾーンを通過しないとストライクにはならない（要するに低めはボール1個分ストライクゾーンが高い）と決められていたが、2009年よりこの規則が廃止され、アマチュア野球でも公認野球規則に規定の通りにストライクが判定される。

## 打者の体格や打撃姿勢とストライクゾーン
ルールに定められているように、ストライクゾーンの上限と下限は打者の体格（骨格）と打撃姿勢に応じて定まる。両方が影響する。
体格
ストライクゾーンは打者の体格に応じてその上限や下限が定まる。定義に「肩の上部」や「ひざ頭の下部」という概念が使われているので、打者の体格（骨格。肉付きや「太さ」ではない。）に応じて変化するのである。たとえば身長が2メートルの打者と身長が150センチメートルほどの打者がいれば、身長が2メートルの打者のストライクゾーンのほうが大きく位置がやや高くなることになり、脚がスラリと長い打者だとストライクゾーンの下限の位置が高めになり、反対にいわゆる「短足」だとストライクゾーンの下限も低くなる傾向となる。
打撃姿勢
球審は、「打者が投球を打つための姿勢」を基準にストライクゾーンを判断する。しかも球審はその打者の普段の自然な打撃姿勢を基準に判断する。仮に同じ骨格の打者でも、普段から「前かがみ」の打撃姿勢をとる打者はストライクゾーンの上限が若干低くなり、逆に普段から「棒立ち」に近い打撃姿勢をとる打者はストライクゾーンの上限が若干高くなる。
なお球審は、打者がある時だけ作為的な打撃姿勢をとったとしてもそれを無視してストライクゾーンを想定する。日本野球規則委員会が公認野球規則 本規則における用語の定義 74 STRIKE「ストライク」に加えた【注】では、「投球を待つ打者が、いつもと異なった打撃姿勢をとってストライクゾーンを小さく見せるためにかがんだりしても、球審は、これを無視してその打者が投球を打つ姿勢に従って、ストライクゾーンを決定する」としている。すなわち、どんなにかがんで構えたとしても、あるいは低い姿勢でバントの構えをとっていても、球審は、打者が通常の打撃姿勢で構えたときの姿勢を基準にして投球判定を行うので、構え方によってストライクゾーンが大きくなったり小さくなったりすることはない。

## ユニフォームとストライクゾーン
前述の通り、ストライクゾーンの定義は「ユニフォームのズボンの上部」（の位置）という概念を含んでいる。
したがって理屈の上ではユニフォームのズボンの上部の長さの影響を微妙に受けるということになる。が、普通でない股上寸法の長いズボンを履いたり逆にズボンをだらしなく下げる着用をした場合、理屈通りに球審がストライクゾーンの上限を変化させるか、あるいは球審は非常識なズボンは無視して常識的なズボンをまともに着用している場合を仮定してストライクゾーンを想定するか、どちらになるか定かではない。
原則として着こなしはルールに抵触しない限りは自由であるものの、丈の長いパンツを用いると誤審も生じやすい、と見ているコラムニストや審判もいる。

## 投球判定における実際
実際の試合においては、投球を判定する球審の裁量で決定される。当然ながら、現実にストライクゾーンの枠や線が設けられているわけではないので、公認野球規則に示されている基準と球審の判断との間に誤差が生じたり、球審を担当する者の間に個人差が生じたりすることも当然ありうる。
公認野球規則の原書であるOfficial Baseball Rulesにおいては、「The STRIKE ZONE is that area over home plate」と書かれている。2000年シドニーオリンピック、世界大学野球選手権大会などでも審判員を務めた経験のある小山克仁によれば、エリアとは「おおむねこの周辺」という意味で、つまり「打者が自然体で打てる範囲がストライク」と言うかなりアバウトな考え方であって、審判員が「そこは打てるだろう、打てよ」とジャッジした場合は、ストライク・コールが可能だとしている。
平林岳らによると、2000年以前は、打者がガンガン打って行くスタイルを好むMLBでは、日本プロ野球（NPB）よりストライクゾーンが外角にボール1個分広いといわれていたが、2001年度からクエステック・システムが導入されたこともあり、2008年現在ではルールブック通りのストライクゾーンを適用しているという。これは、同システムによってジャッジの正否を一球ずつ査定されるようになったからであるとされており、それゆえにそう広く取ることはできず、実際1990年代と比較すると大分狭くなっている。とは言え、完全に画一化されたわけではなく、依然として外側を良く取る球審が居ることもまた事実である。特にラズ・ディアズ、ジム・ウルフ、ジェフ・ネルソンらはストライクゾーンが広く、投手有利（打者不利）な球審として広く知られている。また、PITCHf/xが導入された2006年以降はストライクゾーンが拡大し続けており、特に低めのゾーンが広くなっていることが報告されている。一方、教育・育成の場でもあるマイナー（特に低レベルなルーキーや1A）では、かなり広目にストライクを取って行く傾向がある（外角にボール1個半広い）。
日本プロ野球においても、それまではベルト付近が上限だったストライクゾーンを2002年に公認野球規則の通りに改めたが翌年には見直される。パシフィック・リーグでは、2007年度から外角にボール1個半広がった新しいストライクゾーンを採用した。交流戦によって違うリーグの審判の判定を受けるケースが多くなり、選手からセントラル・リーグと比べてストライクゾーンが狭いという意見が出たためである。また、オリンピックなどの国際大会において「日本独自のやり方や解釈は通用しなくなっており、国際基準を視野に入れながら思考・行動する必要がある」という日本野球規則委員会の判断から、ストライクゾーンも含め、さまざまな面で野球規則適用上の解釈の修正が行われている。
ただし、前述の小山克仁によると、「外国人ジャッジのゾーンが広いとはさして思えず、むしろ狭いと感じることすらある、そもそもゾーンの広さが話題に上がるのは日本だけで海外ではまずありえない」と言う。また、視点をひるがえして外国人ジャッジから日本選手を見た場合、正直評判は芳しくない、とも述べている。その理由として、「日本人捕手はボールをストライクに見せかけようとしてミットを頻繁に動かしたり、逆に際どいコースをボール判定された時、無言の抗議としてしばらく動かないことが良く見受けられるが、そのような行いは海外では審判員に対する侮辱行為と解釈されている、心証を悪くするだけでメリットは何一つない、更に日本は試合時間が長過ぎる（打者が打席に入るまでが遅い、投手の間合いも長い、牽制球も多い）こともネックだ」と説いている。なお、ジャッジの正確さと言う点ではNPBが一番ではないか、とも付け足している。
ランディ・バースは引退後に「実はMLBにもそういう“差別”はあるんだ。メジャーでも1年目の選手のストライクゾーンは広いけど、だんだん実績を積んでスタープレーヤーになっていけば、ゾーンは狭くなっていく。新人だったらストライクだけど、あのテッド・ウィリアムズが見逃したらボールっていうことなんだ」と差別的判定について語りつつ「1年目とか2年目はワイドだったね。でも、'85年に打ち出してからはだんだんとストライクゾーンがコンパクトになっていった」と自身も実績を積んで有利な判定を受けられるようになったと実体験を述べている。

## 雑学
1951年、メジャーリーグにおいて、小人症のエディ・ゲーデルという109cmの選手が代打として出場した。捕手は両膝を地面につけ、できる限り低く構えたが、投球はゲーデルのストライクゾーンを通過しなかった。ゲーデルはストレートの四球で出塁し、その直後に代走に交代した。

## 比喩
以上の意味より転じて、異性や趣味などの好みの範囲を指す場合にも使われる。最近では、漫才やギャグなどの｢笑いのツボ｣の範囲に用いられることもある。